# Clepsis razowskii
Clepsis razowskii es una especie de polilla del género Clepsis, categorizada en la tribu Archipini, de la subfamilia Tortricinae.

## Distribución
Se distribuye por China.

## Taxonomía
Fue descrita por Kawabe en 1992 y publicada en (Clepsis), Tinea 13: 178.